# Кінтанілья-Вівар
Кінтанілья-Вівар (ісп. Quintanilla Vivar) — муніципалітет в Іспанії, у складі автономної спільноти Кастилія-і-Леон, у провінції Бургос. Населення — 771 особа (2010).
Муніципалітет розташований на відстані близько 220 км на північ від Мадрида, 7 км на північ від Бургоса.
На території муніципалітету розташовані такі населені пункти: (дані про населення за 2010 рік)
- Кінтанілья-Вівар/Кінтанілья-Моросісла: 510 осіб
- Вівар-дель-Сід: 261 особа

## Демографія
Динаміка населення (INE ):

## Галерея зображень

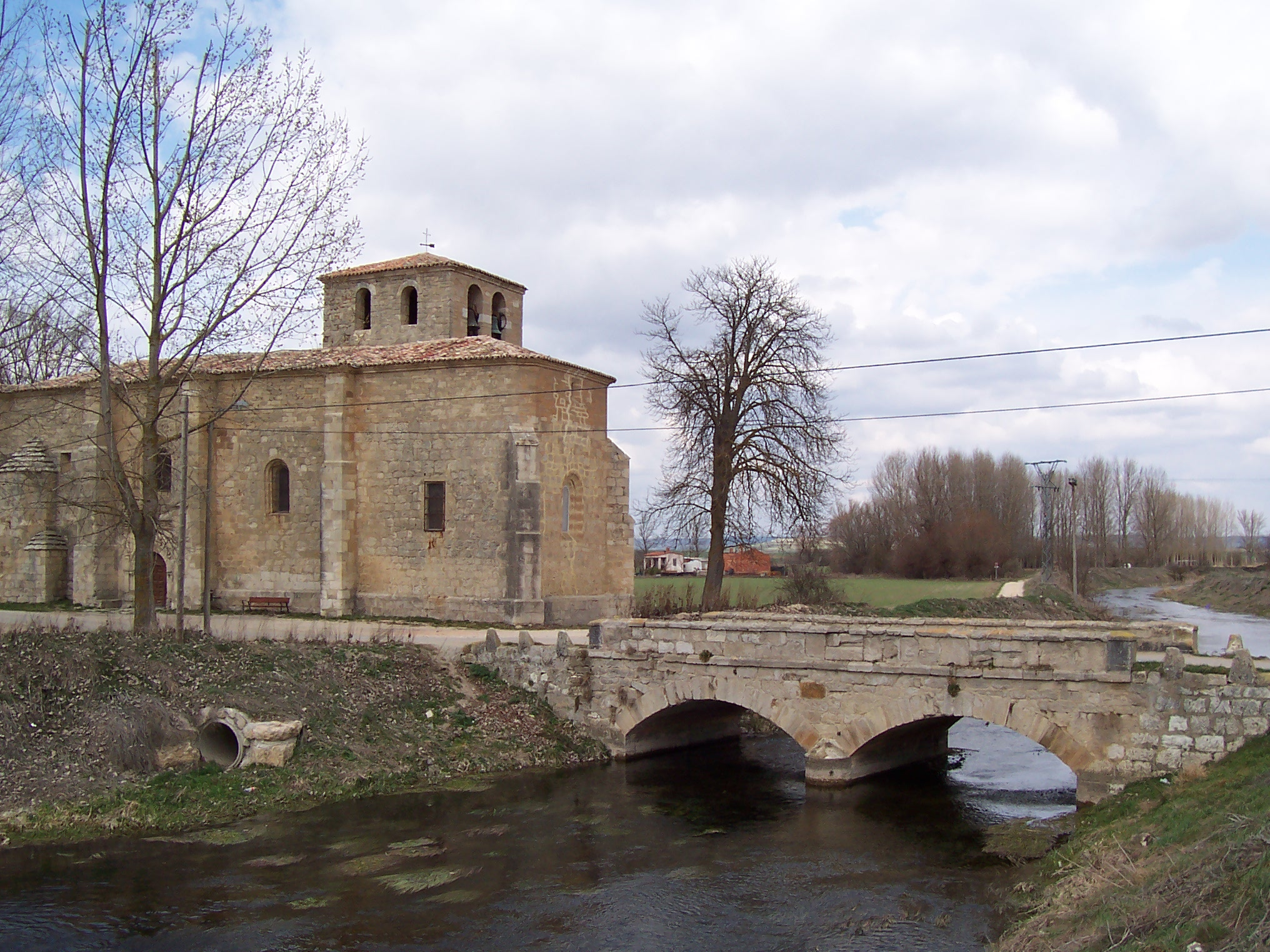
Парафіяльна церква Санта-Еулалія, Кінтанілья-Вівар